# Strandkrabba
Strandkrabba (Carcinus maenas) är en krabba. Dess ursprung är Atlanten från norra Norges kust till Marockos kust. Den finns även i Östersjön. I andra delar av världen är strandkrabban främst inplanterad, men arten kan påträffas vilt även på andra platser, eftersom dess larver driver med havsströmmarna; även vuxna krabbor kan ge sig iväg på långa vandringar, men de sprids då inte lika långt bort.
Det vetenskapliga namnet Carcinus kommer från det grekiska ordet för krabba. Artnamnet meanas syftar på menaderna, kvinnor i den grekiska mytologin som deltog i festligheter kring, och avdyrkan av den grekiska vinguden Dionysos, och dansade och drack till dess de fylldes av en sådan extas att de slet både djur och människor i stycken.

## Biotop och utbredning
Strandkrabban brukar hittas från strandkanten ända ut till 200 meters djup, på steniga havsbottnar bland alger. Eftersom den lever i en strandnära miljö och riskerar att hamna ovan vattenytan har de utvecklat sin förmåga att klara sig även i den miljön under en tid. Så länge de inte torkar ut och deras gälar är fuktiga så klarar den sig och kan andas luft.
Arten är allätare och äter det mesta som den kan få tag i, men föredrar döda djur som den hittar på bottnen. Med sina kraftiga klor och snabba reflexer kan krabban krossa skalen på både snäckor och musslor, och även fånga små fiskar och räkor samt maneter, även brännmaneter, som kommer nära dess gömställe.
Strandkrabban är den vanligast krabban längs med den svenska västkusten.

## Utseende
Den största strandkrabban som hittats var 10 centimeter bred över ryggen. Vanligtvis blir den annars cirka 6 centimeter, och till skillnad från humrar och andra kräftdjur är hannen i regel större än honor i samma ålder och har även större klor. En strandkrabba blir i regel omkring 4 år gammal. På de äldre krabborna är det enkelt att se skillnaden mellan könen då hannen har en smalare och spetsigare stjärt medan honans är bredare och avrundad. Anledningen till att honans stjärt är bredare, är att det är där som de förvarar sina befruktade ägg.

## Fortplantning
Det är vid ett års ålder som krabborna blir könsmogna och börjar fortplanta sig. 
Parningen börjar oftast i slutet på sommaren och håller på in på hösten, men krabborna kan para sig året runt. Hannar brukar som många andra djur slåss om honor. Efter det att en krabba har vunnit bär han omkring på honan för att se till att vara nära henne när hon ömsar skal. Det är endast när honans skal är mjukt och böjligt som krabborna kan para sig. Efter parningen lämnar honan och hanen varandra. Honan blir dock inte befruktad direkt utan förvarar sperman i sin egen kropp i upp till 45 dagar. När honan använder sperman är det ca 180 000 ägg som befruktas. Från befruktat ägg till larv tar ca 9 månader, då de kläcks och driver med strömmar.

## Beteende
Vanliga fiender till strandkrabban är smörbultar, simpor och trutar. Krabborna lever ett farligt liv och framförallt små krabbor och krabblarver utsätts för stora risker. Då krabbans fiender är så mycket större än den själv är dess huvudsakliga försvar inte dess klor och snabba reflexer. Det är istället dess kamouflage, dess färger och att den känner sin närmiljö så bra att den kan snabbt ila ner i närmaste gömställe. Krabbor kan också gräva ner sig i sand och lera för att försvinna helt.
Oftast ligger de i sina gömställen under dagarna för att komma fram under natten om inte ett lämpligt tillfälle att komma över föda öppnar sig. 
När krabban springer sker detta alltid i sidled. När krabbor sprungit sig trötta byter de håll, eftersom det är andra muskler som får arbeta då.
Strandkrabbor är mest aktiva på sommaren. På vintern när vattnet blir kallare går det åt mer energi till värme vilket gör att krabban blir slö och seg. Det händer då ofta att de gräver ner sig på ett par meters djup där vattnet är varmare och går in i vinterdvala. Nackdelen med detta är dock att på grund av att vattnet är så grunt och bottenströmmarna som för ned syre är så svaga kan det bli syrebrist nere i bottnen. Detta är framförallt ett problem om vattnet på ytan fryser till, vilket leder till att ännu mindre syre kan tränga ner i bottnen till krabborna. Det händer då att vissa krabbor kvävs.